# Estadio Yarrow
El Estadio Yarrow está situado en el barrio central de Westown en Nueva Plymouth, Taranaki, Nueva Zelanda. Fue nombrado como el tercer mejor estadio de rugby del mundo por la revista Nueva Zelanda Rugby Mundial en mayo de 2009.
El inquilino principal de este estadio con capacidad para 25 000 es el Taranaki equipo representativo en el principal del país de rugby de la competencia, la Copa ITM. A partir de 2013, el estadio será la sede del equipo de los Chiefs como parte de una nueva alianza, después de Taranaki cortó sus lazos con los Wellington basados en huracanes .
El local, creado por primera vez como un campo de rugby en 1931, con el primer estadio terminado en 1947. Una reconstrucción importante vio dos nuevas tribunas y añaden considerable modernización en 2002, y otras mejoras en el lugar se completaron en 2010, elevando la capacidad de más de 25 500.
El estadio es un legado personal del fallecido Noel Yarrow, un panadero pionera Taranaki y hombre de negocios y filántropo activo. Noel era un apasionado del rugby, y la principal tribuna con vista lateral oeste del campo es un homenaje a su apoyo.

## Descripción del lugar
- El Estadio Yarrow presenta cuatro campos deportivos, el Legends Salón, vestíbulo y una variedad de salas de reuniones.
- El césped en el campo principal se presenta a través de líneas de riego y drenajes en un perfil de arena.
- El campo principal tiene dos tribunas que ofrecen estar encubierto, Asientos descubierta en terrazas y el terraplén y sectores de pie.
- El estadio también cuenta con un sistema de sonido completo, totalmente marcador electrónico y reflectores.
- Los campos de una, dos y tres tienen iluminación con focos nivel de entrenamiento. El campo dos está detrás del soporte del Este (SOPORTE TSB), campo tres y cuatro están detrás del marcador en el extremo sur de la tierra.
- Los aparcamientos están situados detrás del banco TSB (lado este) de pie y un área de estacionamiento para las unidades de radiodifusión detrás del Noel y Melva Yarrow Soporte (lado oeste).
- Se anunció en 2009 que Yarrow estadio era tener una mejora de $ 1.5 millones para la Copa del Mundo de Rugby 2011. Un extra de dos mil y tantas plazas se han añadido en los terraplenes finales, e instalaciones de medios de comunicación se han mejorado.

## Legends Salón
El Legends Salón está en la planta superior del Banco TSB Párese y tiene vistas panorámicas de ambos campos de juego y los campos de la espalda. Se utiliza para conferencias de negocios, cenas, presentaciones de ventas y reuniones, y tiene una capacidad de 300 sentados y 650 de pie.
Características
- Sistema de altavoz interno
- Energía
- Los puntos de datos
- Escenario portátil
- Escalera y ascensor es en cada extremo de la sala de estar con acceso directo a la zona de asientos.
- Dos cocinas, bar y cuarto de instalaciones están situadas en cada extremo de la sala para que el área se puede dividir para funciones más pequeñas.

## Jugadores / Área Multimedia
- Dos cuartos de cambio principales, cada uno con una sala de calentamiento conexión, se encuentran a nivel del suelo del Banco TSB stand. Vestuarios Cinco subsidiarios se encuentran a nivel del suelo del Banco TSB Stand para otros equipos y árbitros.
- Una oficina de días sala médica, sala de pruebas de drogas, los medios de comunicación sala de entrevistas y partido están ubicados junto a la sala principal de cambio en el nivel del suelo del Banco TSB stand. También se encuentra en Yarrow Stadium es la sede de la Unión de Rugby de Taranaki (TRFU). Sus oficiales y un gimnasio se encuentran en el extremo norte del soporte TSB Bank.
- Medios: Hay instalaciones de medios de comunicación en la tribuna occidental, "Noel y Melva Yarrow Stand". Hay un salón donde las cámaras de televisión (por lo general 2 o 3) están situados para rugby / liga y 4 cajas de los medios de comunicación para el comentario de radio, televisión comentario, funcionarios Televisión Partido (TMO) o árbitro de tercera y otro cuadro de los medios de comunicación para el comentario adicional. * * * Aparte de la actualización de otras instalaciones de medios de comunicación se han construido para los medios internacionales.
- Una gran pantalla se pone en el TSB Community Trust y por lo general situado en los terraplenes del sur, cerca del marcador.

## Eventos

### Eventos menores
En el pasado el Estadio Yarrow ha sido sede de Relevo por la Vida , Extravaganza multi-étnica y Searchlight tatuaje. Yarrow de también ha organizado una serie de críquet partidos incluyendo los distritos centrales cuando se enfrentaron con Sri Lanka . Cricket se juega generalmente en Pukekura Parque , debido al tamaño incorrecto del número 1 campo de Yarrow Stadium.

### Demonios Crusty
Los Demonios Crusty habían anunciado otros cuatro espectáculos a su gira desatar el infierno NZ 2009 incluyendo Yarrows Stadium. Alrededor de 6.500 personas llenaron Yarrow Stadium para ver a los energéticos pilotos de acrobacias masculinas por octavo espectáculo de su gira nacional Infierno Desatado.

## Liga de Rugby
Los New Zealand Warriors jugaron frente a Parramatta Eels en su primer partido en Yarrow Stadium para iniciar la pre-temporada 2011 NRL frente a una multitud de 9.500. El All Golds también jugó su primer partido en casa en contra de la milenrama de Nueva Zelanda Maorí en 2008.

## Unión de Rugby
- 2014 Copa ITM final entre Taranaki Rugby Football Union y Tasman Rugby Union
- 2 de los Chiefs de partidos (2014)
- Nueva Zelanda vs. Francia (2013)
- Nueva Zelanda vs. Samoa (2008)
- Nueva Zelanda vs. Irlanda (2010)
- 3 partidos internacionales durante 2011 Copa del Mundo de Rugby
- Huracanes juegos de rugby
- Taranaki frente a los Leones británicos e irlandeses los partidos de rugby
- Juegos de rugby Taranaki en la Copa ITM y su predecesor, el Campeonato Nacional Provincial
- Nueva Zelanda Maorí vs Inglaterra (rugby)
- Nueva Zelanda Maorí vs Escocia (rugby)
- Japón vs Tonga Pacífico 6 de la Copa de las Naciones 2006 (Rugby)
- Nueva Zelanda Jr. All Blacks Pacífico Copa 6 Naciones 2006 (Rugby)

## Reurbanización

### Capacidad
En 2002, el trabajo sobre un nuevo desarrollo 17 millones de dólares del parque se completó con la capacidad del suelo se cree que es de 25 000. Pero mientras que 22 500 hacinados en el All Blacks partido contra Manu Samoa en 2008, el juego reveló el estadio podría sostener con seguridad sólo 17.000.
Las fuertes lluvias u otros problemas durante el partido podría haber dado lugar a problemas de seguridad para las personas que se sientan en los extremos de la tierra. Revaluaciones del Consejo de la capacidad del estadio mostraron que para cumplir las normas de salud y seguridad autoimpuestas el estadio podría contener sólo 17 000 personas. Copa Mundial de la oferta de la región y la capacidad futura para atraer a los mejores juegos, como otra prueba de All Blacks significaba que se necesitaba una mayor capacidad.
Los planes de actualización incluyen la nivelación de la orilla norte de la hierba para hacer terrazas de césped con el sitio derecho para 8500 personas, frente a los aproximadamente 1500 que el banco tiene en la actualidad. En el extremo sur de la tierra, 3200 asientos de plástico de shell sustituyen los asientos de concreto debajo del marcador. En ambos los extremos norte y sur del campo, se eliminaron las paredes de concreto y la zona multitud trajeron de vuelta a nivel del suelo sólo seis metros de la línea de pelota muerta. Instalaciones de transmisión en la parte superior del soporte de la milenrama fueron trasladados, y la zona se utilizó para las instalaciones públicas para atender el aumento de la capacidad.

## IRB Copa Mundial de Rugby 2011
El Estadio Taranaki, como el Estadio Yarrow fue rebautizado temporalmente para la Copa Mundial, sede de tres partidos durante el juego de grupo etapa de la Copa del Mundo de Rugby 2011:
| Fecha      | Equipo No. 1 | Res.  | Equipo No. 2   | Ronda   | Asistencia |
| ---------- | ------------ | ----- | -------------- | ------- | ---------- |
| 2011-09-11 | Irlanda      | 22–10 | Estados Unidos | Grupo C | 20 823     |
| 2011-09-15 | Rusia        | 6–13  | Estados Unidos | Grupo C | 13 931     |
| 2011-09-26 | Gales        | 81–7  | Namibia        | Grupo D | 13 710     |